# Kathedrale von Bilbao

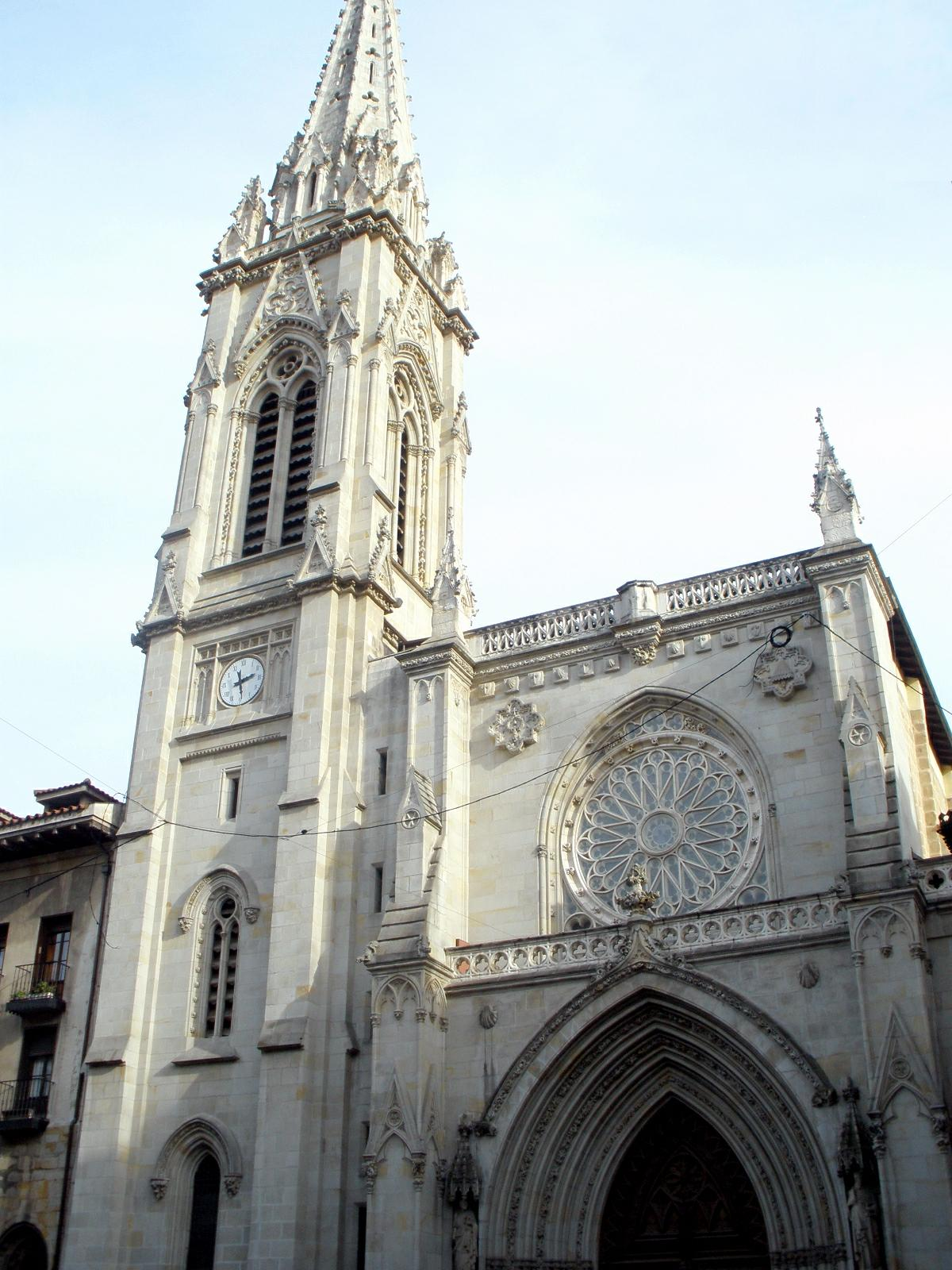
Kathedrale von Bilbao, Westfassade

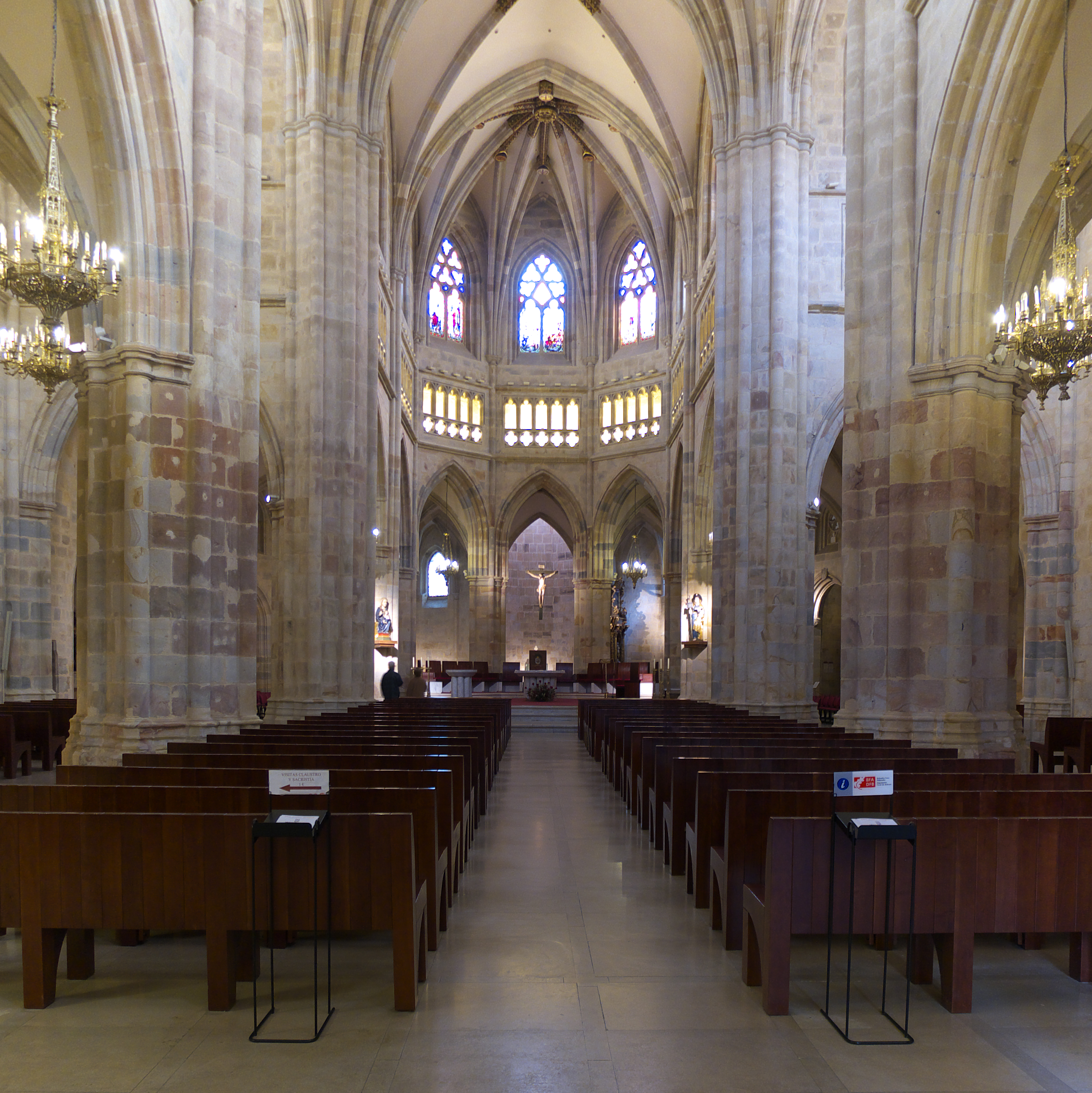
Inneres

Die Kathedrale von Bilbao (Catedral de Santiago Apóstol – „Kathedrale des heiligen Apostels Jakobus“) ist die Bischofskirche des 1949 gegründeten römisch-katholischen Bistums Bilbao in der baskischen Metropole Bilbao. Die 1819 zur Basilica minor erhobene gotische Kirche geht auf eine Pilgerkirche an der Küstenroute des Jakobswegs zurück. Sie wurde, bis auf die neugotische Portalfassade, von Ende des 14. bis Anfang des 16. Jahrhunderts erbaut.

## Geschichte
Die romanische Stationskapelle für die Jakobspilger bestand schon lange vor der Gründung der Stadt Bilbao im Jahr 1300. Reste von ihr sind in der Krypta der heutigen Kirche erhalten. Der umfangreiche Neubau mit Kreuzgang wurde um 1380 als Pfarr- und Stiftskirche begonnen und bezeugt die rasch gewachsene Bedeutung der Stadt. 1408 predigte Vinzenz Ferrer in der noch unfertigen Kirche. 1483 bestätigte Königin Isabella I. hier die Privilegien (Fuero) der Stadt.
Zeitgleich mit der Fertigstellung des Nordportals Puerta del Ángel – bekrönt mit der Jakobsmuschel – und der letzten Kapellen im Flamboyantstil Anfang des 16. Jahrhunderts erhielt die Kirche eine seinerzeit berühmte spätgotisch-manieristische Ausstattung, die jedoch größtenteils verloren ist. Auch an der Architektur verursachten Brände in den Jahren 1571 und 1641 und das Hochwasser von 1593 Schäden und Veränderungen. Die Portalfassade und der Glockenturm wurden von 1885 bis 1890 nach Plänen des ortsansässigen Architekten Severino Achúcarro vollständig neu gebaut; dabei wurde auf den ursprünglich geplanten zweiten Turm verzichtet.

## Architektur und Ausstattung
Die Jakobskathedrale ist von der französischen Kathedralgotik inspiriert. Sie ist eine geostete dreischiffige Basilika mit mittigem Querhaus. Die Seitenschiffe begleiten die beiden Langhaus- und die beiden Chor-Joche und setzen sich um die Apsis als Chorumgang fort. Diesen umgibt ein Kranz von elf Kapellen. Im Norden ist der Kreuzgang angefügt, im Westen der neugotische Westbau mit dem Glockenturm.
Der Innenraum beeindruckt durch seine – trotz der langen Bauzeit – klaren und stimmigen Proportionen. Unterhalb der Kreuzrippengewölbe und der Obergadenfenster umläuft eine Triforiumsgalerie den gesamten Raum.
Die Altäre sind überwiegend barock.

## Orgel

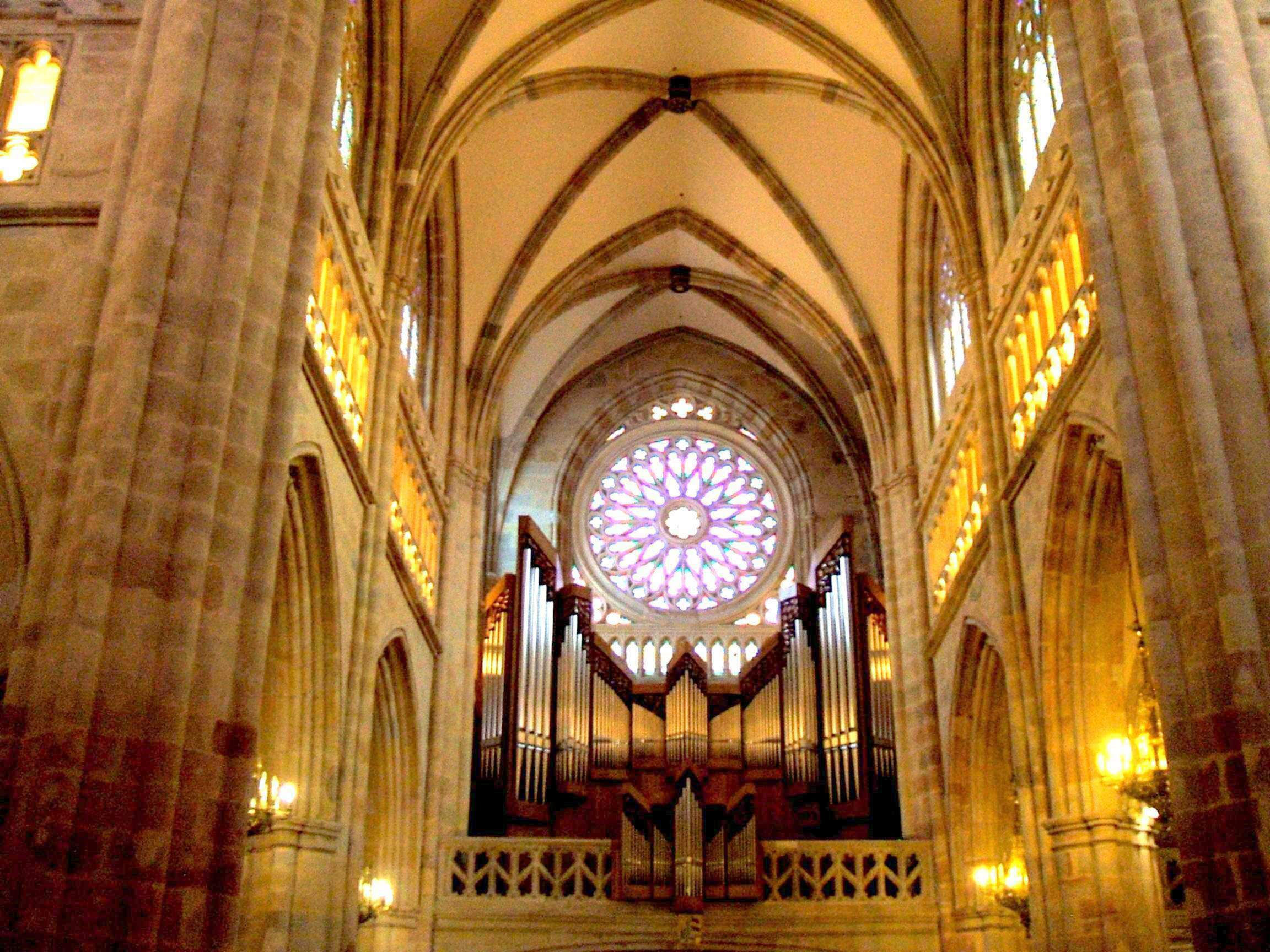
Blick auf die Orgel

Die Orgel wurde 1994 bis 2002 von den Orgelbauern Pellerin & Uys. erbaut. Das Schleifladen-Instrument hat 36 Register auf drei Manualen und Pedal. Die Spieltrakturen und Registertrakturen sind mechanisch.
| I Hauptwerk C–g3 |     |
| Quintadena       | 16′ |
| Rohrflöte        | 08′ |
| Prinzipal        | 08′ |
| Viola di Gamba 0 | 08′ |
| Octav            | 04′ |
| Rohrflöte        | 04′ |
| Quinta           | 03′ |
| Octav            | 02′ |
| Mixtur IV        |     |
| Zimbel II        |     |
| Fagott           | 16′ |
| Trompete         | 08′ |

| II Rückpositiv C–g3 |       |
| Prinzipal           | 8′    |
| Gedackt             | 8′    |
| Octav               | 4′    |
| Salizional          | 4′    |
| Sesquialtera II 0   | 2 ⁄3′ |
| Gemshorn            | 2′    |
| Quinta              | 1 ⁄2′ |
| Zimbel II           |       |
| Trichterdulzian     | 8′    |
| Tremol              |       |

| III Brustwerk C–g3        |       |
| Rohrflöte                 | 8′    |
| Italienisches Prinzipal 0 | 4′    |
| Waldflöte                 | 2′    |
| Septime                   | 1 ⁄7′ |
| Sifflöte                  | 1′    |
| Scharff II                |       |
| Regal                     | 8′    |
| Tremol                    |       |

| Pedal C–f1  |     |
| Untersatz   | 32′ |
| Prinzipal   | 16′ |
| Octav       | 08′ |
| Octav       | 04′ |
| Mixtur IV 0 |     |
| Posaune     | 16′ |
| Trompete    | 08′ |
| Trompete    | 04′ |

- Koppeln: I/P, II/P, III/P, I/II, III/II